# Musa troglodytarum

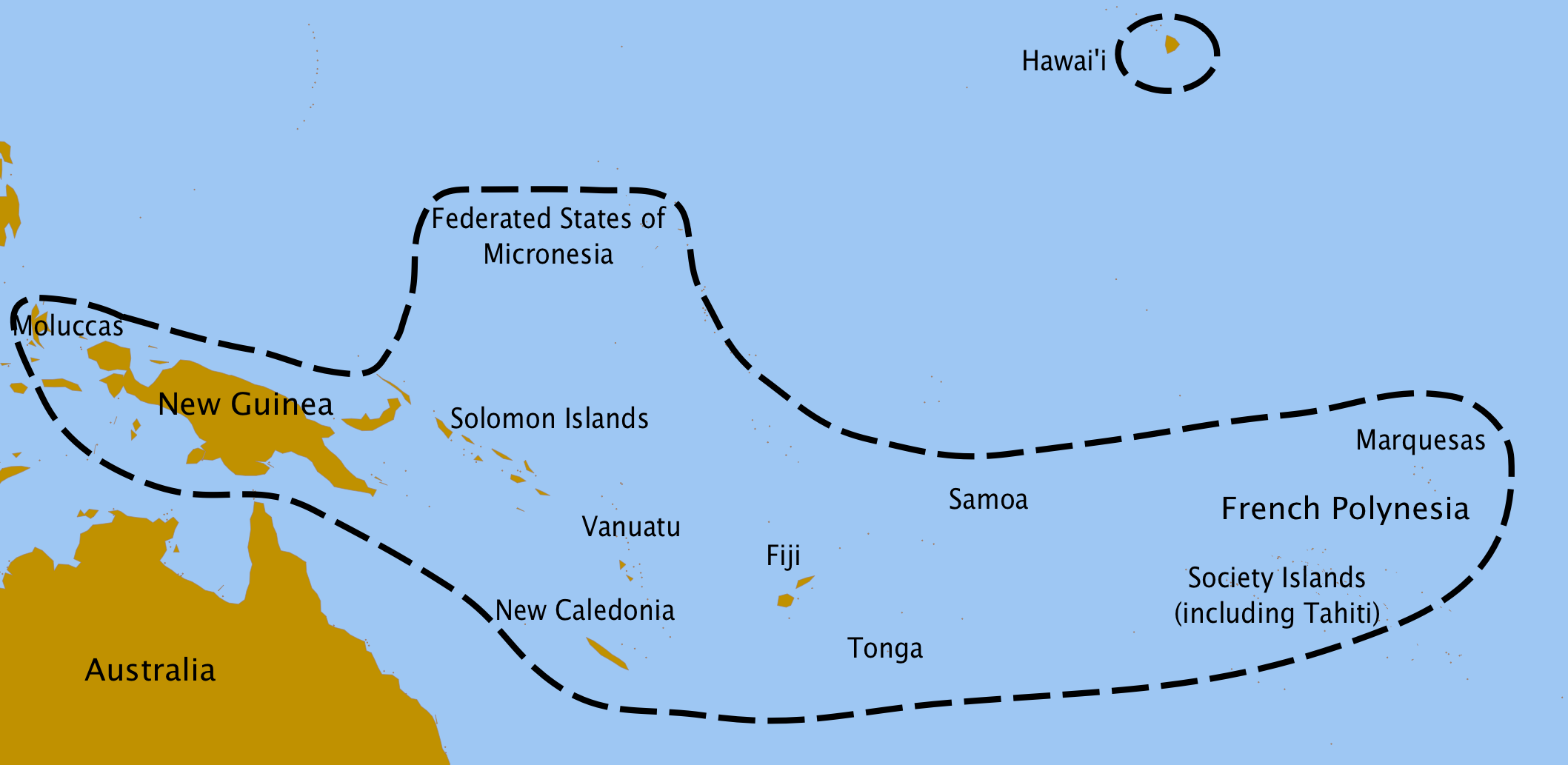
Die gestrichelte Linie zeigt die Region der Verbreitung der Feʻi-Banane, 'Pisang Tongkat Langit' und Musa fehi

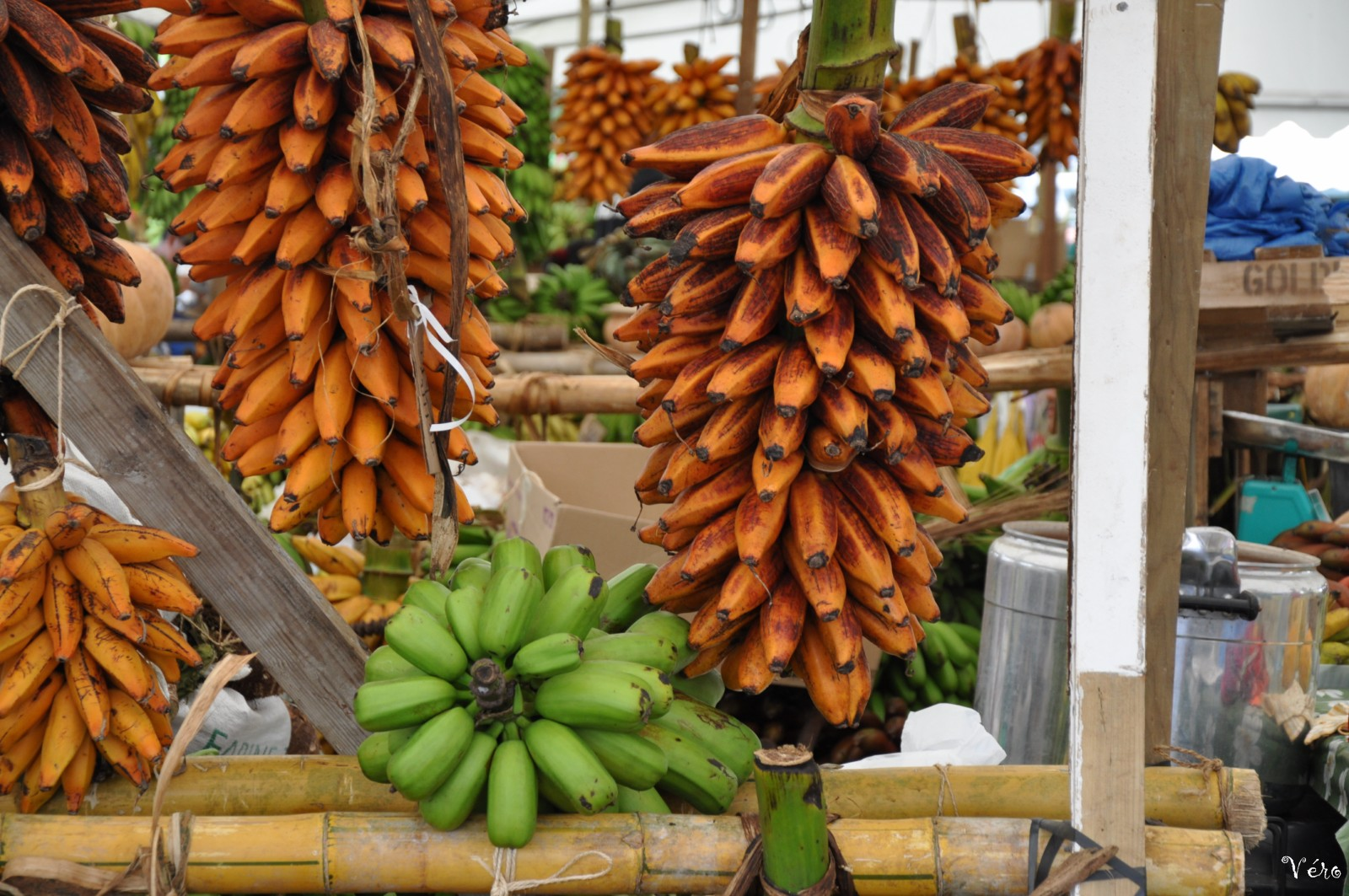
Feʻi-Bananen auf Tahiti

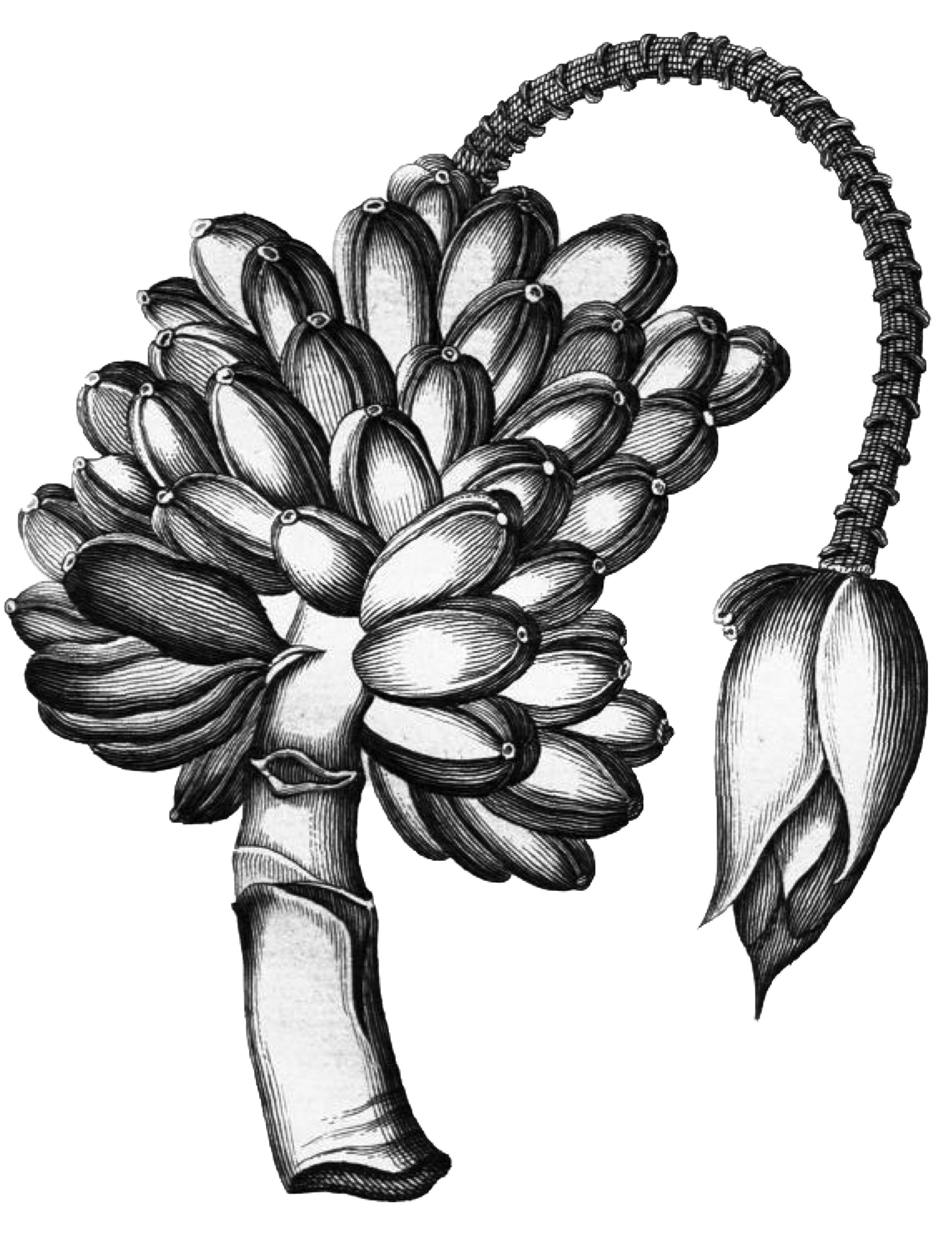
'Pisang Tongkat Langit', Rumphius

Musa troglodytarum, auch Feʻi-Banane genannt, ist eine domestizierte Wildbananen-Art aus der Gattung der Bananen (Musa) in der Sektion Callimusa. Sie hat einen aufrechten Fruchtstand und rotvioletten Pflanzensaft. Auch 'Pisang Tongkat Langit' und Musa fehi zeigen diese Merkmale. 'Pisang Tongkat Langit' bedeutet im Indonesischen „Himmelzeigende Banane“.
Feʻi-Banane, 'Pisang Tongkat Langit' und Musa fehi können zusammen botanisch als Musa troglodytarum angesehen werden.
Die Art kommt auf Inseln im Pazifischen Ozean, auf den Molukken und in Papua-Neuguinea vor. Die Frucht wird selten roh verzehrt.

## Beschreibung
Ähnlich wie andere Bananenstauden kann Feʻi 3–10 m hoch werden. Sie hat im Gegensatz zu anderen Bananengewächsen keinen weißen, sondern roten Pflanzensaft. Die Frucht ist zylindrisch, plump, die Schale der reifen Frucht ist rot-orangerot mit dunkelbraunen Flecken, das Fruchtfleisch ist kräftig goldgelb bis orange und kann einige flache, braune Samen enthalten.
Die Früchte von Musa fehi, die in höheren Lage wachsen, sollen Samen enthalten, während die aus niederen Lagen samenlos sind.
Das Fruchtfleisch von 'Pisang Tongkat Langit' duftet wild und schmeckt adstringierend. Die reife Frucht schmeckt süßlich und ist bekömmlich. Der Rohverzehr von frisch geernteten Früchte kann gelegentlich Juckreiz verursachen. Nach Lagerung wird die Frucht bekömmlicher. Wenn die Frucht langsam in Asche gebraten wird, schmeckt sie besser und ist auch süßlicher. Diese Bananenart sollte besser als Koch-Bananen (engl. Plantain) verwertet werden. Nach dem Verzehr färbt sich der Urin rötlich-rot, ähnlich wie nach dem Konsum von Roter Bete.

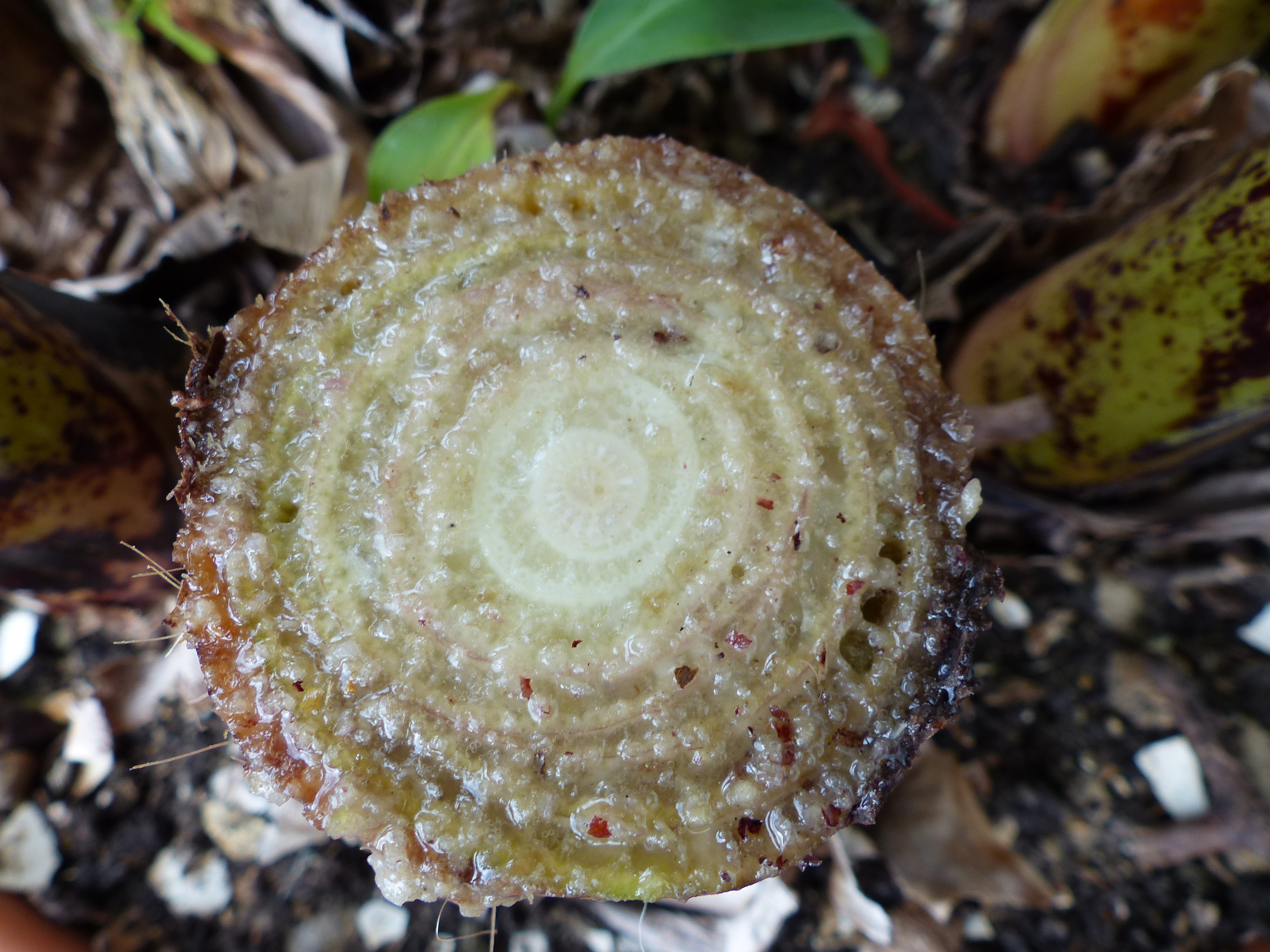
Scheinstamm Musa paradisiaca
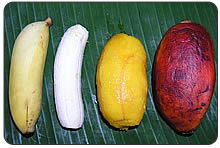
'Cavendish'-Bananen (links) und 'Karat'-Banane, eine Feʻi-Bananen-Variation (rechts)
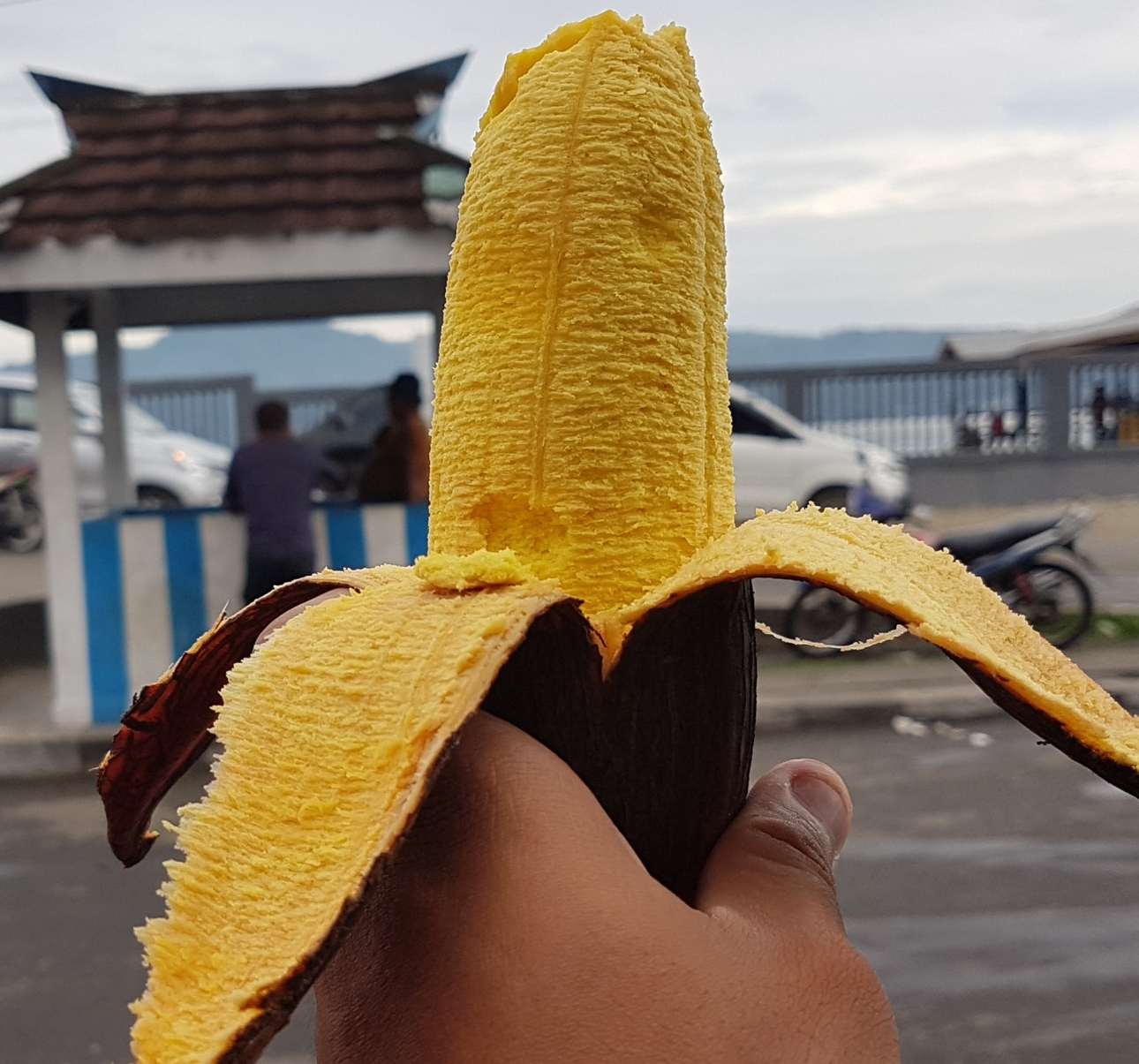
'Pisang Tongkat Langit', geschält

## Geschichte
'Pisang Tongkat Langit' wurde erstmals ausführlich von dem deutsch-niederländischen Naturforscher Georg Eberhard Rumpf mit Beinamen Plinius Indicus, auf den Molukken beschrieben. Rumpf nannte diese seltsame Bananenart Musa Uranoscopos. Er erkannte, dass eine Bananenart mit aufrechtem Fruchtstand und rotem Pflanzensaft ungewöhnlich ist und nicht zu Sorten von Dessert-Bananen (Musa x paradisiaca) gehört. Auf den Molukken wird diese Bananenart in Gärten als Rarität kultiviert.
Der gebürtige Wölfersheimer Georg Eberhard Rumpf lebte bis zu seinem Tod 45 Jahre lang auf Ambon. Er schickte sein Manuskript zwei Mal von Ambon nach Holland, 1688 und 1690. Mit der ersten Sendung kenterte das Schiff auf dem Weg von Batavia nach Holland. Da Rumpf seine botanischen Beschreibungen bereits vor Einführung der binomialen Nomenklatur durch Linné in Species Plantarum 1753 veröffentlichte, ist der botanische Name Musa uranoscopos für 'Pisang Tongkat Langit' heute nicht valide.
In der Dissertation von Olavus Stickman, einem Doktoranden von Linné, über Herbarium Amboinense wurden die von Rumpf beschriebenen Pflanzen mit der von Linné eingeführten binominalen Nomenklatur versehen. Bemerkenswert ist, dass für Musa uranoscopos keine andere Namen hinzugefügt wurden.
Die Botaniker Daniel Solander und Joseph Banks begleiteten James Cook bei der ersten Südseereise 1768–1771 auf der Endeavour. Solander berichtete über fünf Bananensorten, die auf Tahiti Feʻi genannt wurden. William Ellis, der fast acht Jahre auf den Gesellschaftsinseln lebte, stellte fest, dass Feʻi-Bananen auf einzelnen polynesischen Inseln ein Grundnahrungsmittel der Bevölkerung waren. Diese sind reich an Vitamin A und Kohlenhydraten.
In Neukaledonien fand der französische Naturforscher Eugène Vieillard (1819–1896) eine semi-domestizierte Bananenart mit aufrechtem Fruchtstand und rot-violettem Pflanzensaft, er bezeichnete sie 1862 als Musa fehi.

## Botanisches
Der Ursprung dieser Bananenart ist nicht eindeutig geklärt. Früher wurde sie zur Sektion Australimusa zugeordnet. Heute wird diese Sektion zur Sektion Callimusa zusammengeführt. Es wurde vermutet, dass Musa maclayi aus Papua-Neuguinea eine der Vorfahren dieser Bananenart sein könnte.
Der botanische Name der Feʻi-Banane ist vermutlich Musa troglodytarum L. (Artepitheton von Linné für eine in Ozeanien heimische Art zu lat. Troglodytae < gr. Trog(l)odytai ‹ein offenbar den Pygmäen zugerechnetes Volk›; das Benennungsmotiv ist jedoch nicht bekannt.) Dieser Name war jahrhundertelang in seiner Anwendung umstritten, unter anderem deshalb, weil Linné hier zwei Bananenarten unter einer Beschreibung vermischt hat (die zweite wird heute Musa balbisiana genannt). Linné lag selbst kein Material der Art vor, seine Beschreibung basiert auf der sorgfältigen Beschreibung und Abbildung von Rumpf. Spätere Bearbeiter haben versucht, die von Linné erzeugte Konfusion zu lichten, wobei sie sie noch vergrößerten, in dem sie eine Vielzahl von (illegitimen) Ersatznamen einführten, unter anderem auch Rumpfs alten Namen uranoscopos. Die als Musa fehi Bertero ex Vieillard im Jahr 1862 beschriebene Art ist ebenfalls dieselbe Art, die unter diesem Namen beschriebenen Pflanzen haben mit Musa troglodytarum unter anderem die Herkunft aus Kultur (es sind keine echten Wildvorkommen bekannt), den aufrechten, nicht hängenden Blütenstand und die rote Farbe gemeinsam. Typusmaterial zum direkten Vergleich gibt es nicht.
Die von Blanco in „Flora de Filipinas“ 1880–1883 als Musa troglodytarum dargestellte Banane ist nicht identisch mit den Feʻi-Bananen, 'Pisang Tongkat Langit' und Musa fehi. Die Fruchtschale (Illustration) ist grünlich-gelb, das Fruchtfleisch weiß mit vielen Kernen und der Pflanzensaft des Scheinstammes weiß. Feʻi-Banane, 'Pisang Tongkat Langit' und Musa fehi zeigen diese Merkmale nicht.
Für Musa fehi, eine auf den Fidschi-Inseln heimische Bananenart, hatte Dodds festgestellt, dass diese Art nur 10 Chromosomenpaare aufweist wie andere Arten in der Sektion Callimusa. Die Chromosomenzahl der Arten in der Sektion Musa beträgt 11 Paare So wurden die Feʻi-Bananen, 'Pisang Tongkat Langit' und Musa fehi zusammengefasst als Musa troglodytarum.
Auf Tahiti, den Fidschi-Inseln, Tonga, Samoa und Hawaii fand MacDaniels 13 Variationen der Feʻi-Banane.

### Synonyme
- Musa uranoscopos ex Rumph.
- Musa fehi Bertero ex Vieill.

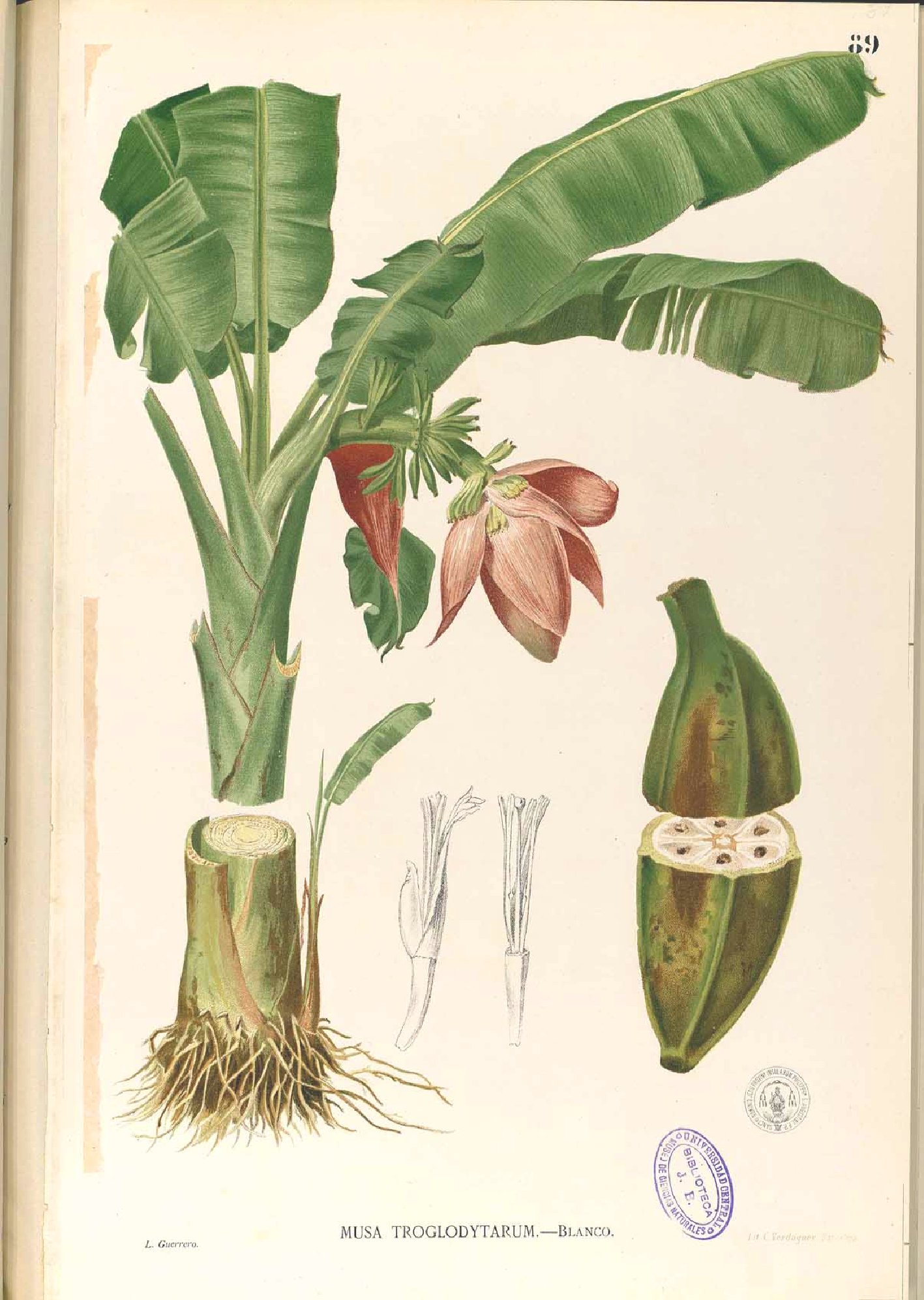
Musa troglodytarum Blanco

- Musa × paradisiaca subsp. troglodytarum (L.) K. Schum.
- Musa × paradisiaca var. dorsata G.Forst.
- Musa rectispica Nakai
- Musa × sapientum subsp. troglodytarum (L.) Baker
- Musa seemannii F.Muell.
- Musa troglodytarum var. acutibracteata MacDan.
- Musa uranospos Colla
- Musa uranoscopos Lour.

## Verwendung
Der Anbau dieser Bananenart in ihrer Heimat als Grundnahrungsmittel soll zur Vorbeugung von Mangel an Vitamin A gefördert werden. In Gegenden mit Bananenanbau für den Export ist Vitamin-A-Mangel in der Bevölkerung mit niedrigem Einkommen verbreitet. Deren Ernährung besteht hauptsächlich aus jenen Bananen, die nicht exportiert bzw. verkauft werden können. Feʻi-Bananen mit goldgelbem Fruchtfleisch sind reich an β-Carotin, einer Vorstufe von Vitamin A. Es gibt Sorten, die roh auch schmackhaft sind, z. B. 'Karat'-Bananen. Zur Vorbeugung von Vitamin-A-Mangel, könnte der Anbau dieser Bananensorte empfohlen werden.
Die Akzeptanz in der Heimat der Feʻi-Banane in der Bevölkerung nimmt leider ab.
In Australien wurde das Apsy2a-Gen von 'Asupina' in ein Cavendish-Kultivar transferiert. Dieses Gen spielt bei der Biosynthese von Carotinen eine wichtige Rolle. 'Asupina' enthält 20-mal mehr Carotine als eine Dessert-Banane. Dieses Konzept könnte für den lokalen Anbau von Bananen in Uganda eine Rolle spielen, um Vitamin-A-Mangel in der Bevölkerung vorzubeugen.
Bei zeremoniellen Feierlichkeiten spielen Feʻi-Bananen eine große Rolle auf den Marquesas und den Gesellschaftsinseln.
Ähnlich wie die Blätter anderer Bananenarten, werden die frischen Blätter von Feʻi-Bananen auch als Verpackungsmaterial von Lebensmitteln oder als Tischdecke verwendet. Für die Dachbedeckung von Hütten sind getrocknete Blätter nützlich und zusammengebundene Scheinstämme können als Floß für kurze Strecken benutzt werden. Früher wurde der rot-violette Pflanzensaft von Missionaren als Tinte verwendet.

## Sorten und Variationen

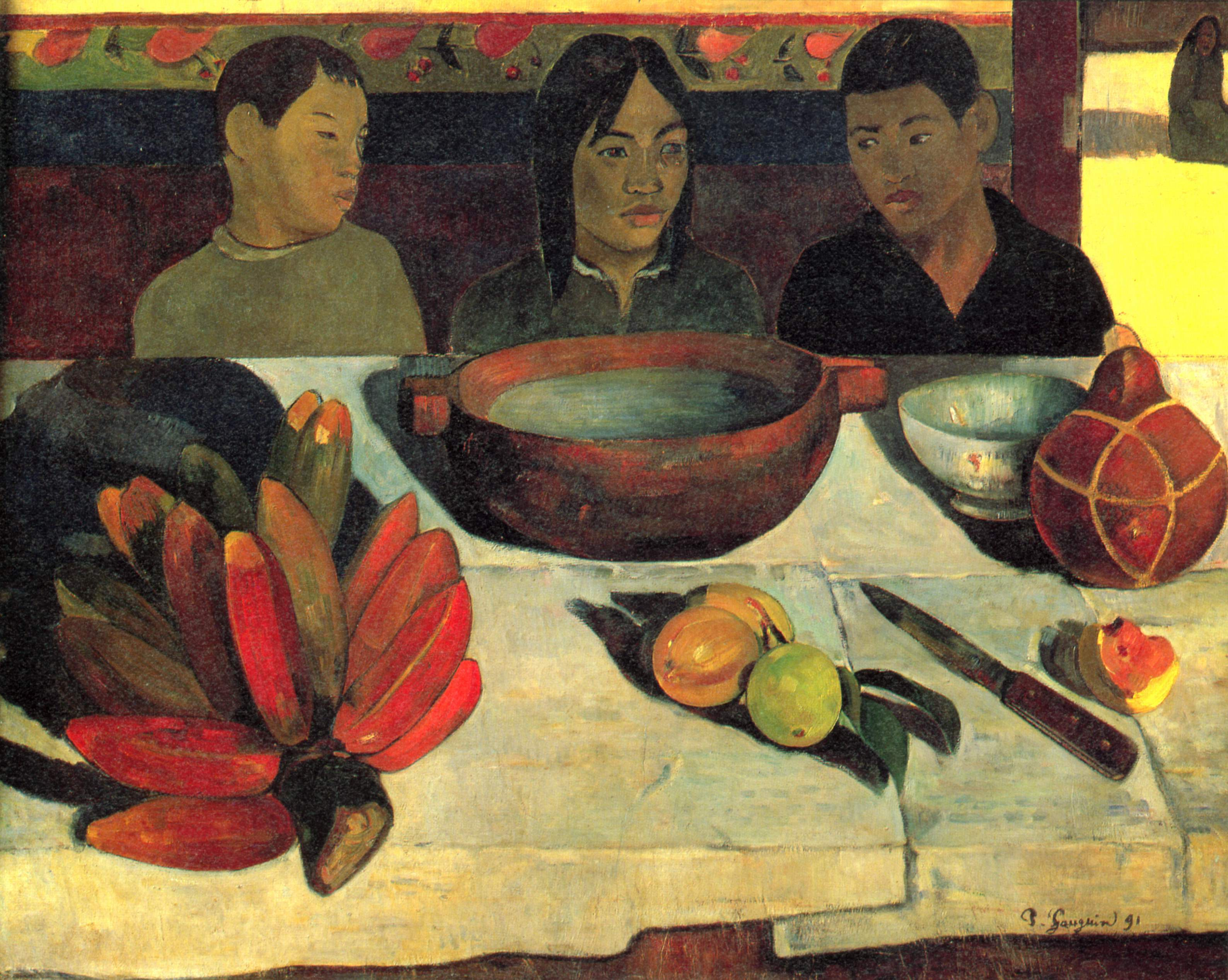
Gauguin: Le repas ou Les Bananes. Feʻi-Bananen, vorne links

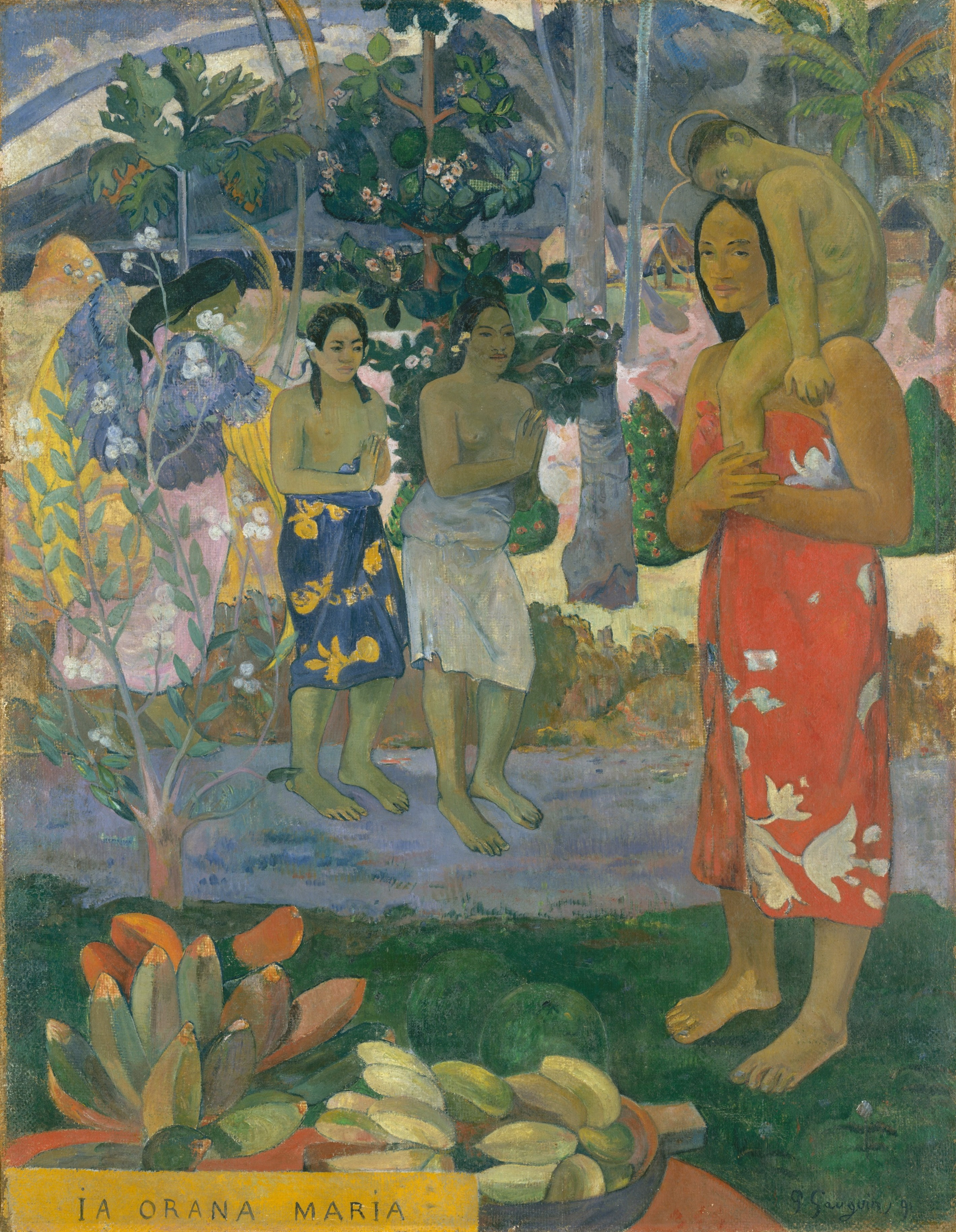
Gauguin: La Orana Maria. Feʻi-Bananen, vorne links

- 'Karat'-Kultivare in Mikronesien
- 'Utin lap'-Kultivare in Mikronesien
- 'Aibwo', 'Fagufagu', 'Gatagata' auf den Salomonen
- 'Pisang Tongkat Langit' auf den Molukken
- 'Pisang Tongkat Langit Papua', 'Menei', 'Rimina' in Papua-Neuguinea
- 'Soaqa' auf den Fidschi-Inseln
- 'Asupina' in der Pazifikregion
- 'Dáak' in Neukaledonien
- 'Borabora', 'Polapola' in Hawaii

## Feʻi-Bananen in der Kunst
Der französische Maler Paul Gauguin, der auf Hiva Oa in Französisch-Polynesien starb, hatte in seinem Werk „Le repas“ drei Polynesier bei der Mahlzeit mit Feʻi-Bananen abgebildet. Als traditionelle Nahrung der einheimischen Bewohner von Tahiti sind Feʻi-Bananen auch auf seinem „La Orana Maria“ zu sehen.